# Pencak-Silat
Pour les articles homonymes, voir Pañcasīla.
Le Pencak-Silat (souvent écrit sans majuscules et trait d'union, et orthographié aussi Pençak, Pentchak ou Penchak) est un terme générique par lequel on désigne différents arts martiaux originaires de l'archipel indonésien. 
En Indonésie, les termes vernaculaires utilisés sont pencak à Java, Madura et Bali et silat à Sumatra. L'emploi du terme de silat se retrouve aussi en Malaisie, où on emploie souvent aussi le terme de Bersilat, au Brunei,  à Singapour, dans le sud de la Thaïlande et dans le sud des Philippines. Aux Philippines, on emploie aujourd'hui le plus souvent le terme générique Silat FMA (Filipino martial arts).
L'enseignement des disciplines du Pençak Silat est réparti en un grand nombre d'aliran (« courants »), à partir desquels se sont formées différentes écoles (perguruan).

## Histoire
La combinaison des termes pencak et silat a été faite la première fois en 1948 lors de la création de la première fédération nationale, la fédération indonésienne de pencak silat : l'Ikatan Pencak Silat Indonesia (IPSI). 
Pencak silat est depuis le terme officiel pour désigner les pratiques de combat du Monde malais. En pays minangkabau, dans la province de Sumatra occidental, on parle de silek. La richesse, en langue minangkabau, du vocabulaire lié au silek, ainsi que la complexité des cosmologies et des rituels d'initiation permettent de penser que c'est dans cette région que l'art martial est apparu.
On ne connaît pas à ce jour de sources solides relatives au silat et au pencak  antérieures au XVIIIe siècle, époque à laquelle la diffusion de l'islam dans l'archipel était déjà avancée, du moins dans les régions côtières.
Parmi les spécificités du pencak silat on trouve l'existence de formes dansées, appelées bunga ou kembang (« fleur ») dans certaines régions malaises, et ibing penca à Java Ouest. Elles sont accompagnées d'une musique exécutée avec des instruments comme des tambours, des gongs et autres métallophones, un hautbois (la tarompet), et parfois une cithare et une flûte (dans le maenpo de Java Ouest). Une explication de l'origine de cette forme dansée est l'interdiction imposée par les autorités coloniales néerlandaises au XIXe siècle, de pratiquer les arts martiaux. Les formes dansées seraient donc, à l'origine, une façon de dissimuler la pratique des arts martiaux, phénomène comparable à la capoeira brésilienne. Outre cette hypothèse, avancée par certains pratiquants, on relève que les danses de combat ont très souvent une dimension mystique et qu'elles s'adjoignent à des possessions en contexte rituel.
Réciproquement, on constate que de nombreuses formes de danse, notamment à Java et Sumatra, intègrent des éléments des arts martiaux, y compris dans des cas où la dimension martiale semble étrangère, comme dans des danses liées aux rites de fertilité et aux récoltes.
Par ailleurs, certaines écoles de silat et de pencak silat développent ce qu'on appelle le tenaga dalam, l'« énergie interne », concept proche de celui de qi chinois et le ki japonais.
Il existe plusieurs centaines de courants et des milliers ou dizaines de milliers d'écoles.
Toutefois, au sein de la grande variété d'ensembles techniques de ces écoles, on trouve un nombre restreint de principes fondamentaux.
La tradition du pencak silat est inscrite sur la liste représentative du patrimoine culturel immatériel de l'humanité en décembre 2019.

### Pratique
Le silat est pratiqué avec des armes ou à mains nues. En général, les écoles développent des séries d'enchaînements de mouvements codifiés appelés jurus, qui comportent un vaste répertoire d’attaques, de parades, et d’esquives. Les jurus suivent différents modèles de déplacements, nommés langkah.
En règle générale, l’apprentissage consiste à mémoriser une série de jurus de base. Cette première phase élémentaire se concentre sur la maîtrise des mouvements. La seconde phase met les pratiquants en face à face afin qu'ils s'exercent aux esquives, parades et contres. Cette pédagogie de base sera ultérieurement complétée par des techniques de clés, fauchages, projections, par l’apprentissage des armes. Dans certaines écoles, les pratiquants de niveau ultime doivent savoir maîtriser ces techniques de base et proposer leurs propres techniques, ainsi que des enchaînements originaux. La faculté d'improvisation et d'innovation, si elle respecte les principes fondamentaux de l'école, est donc valorisée à ce niveau de pratique.

## Fédérations et développement en France

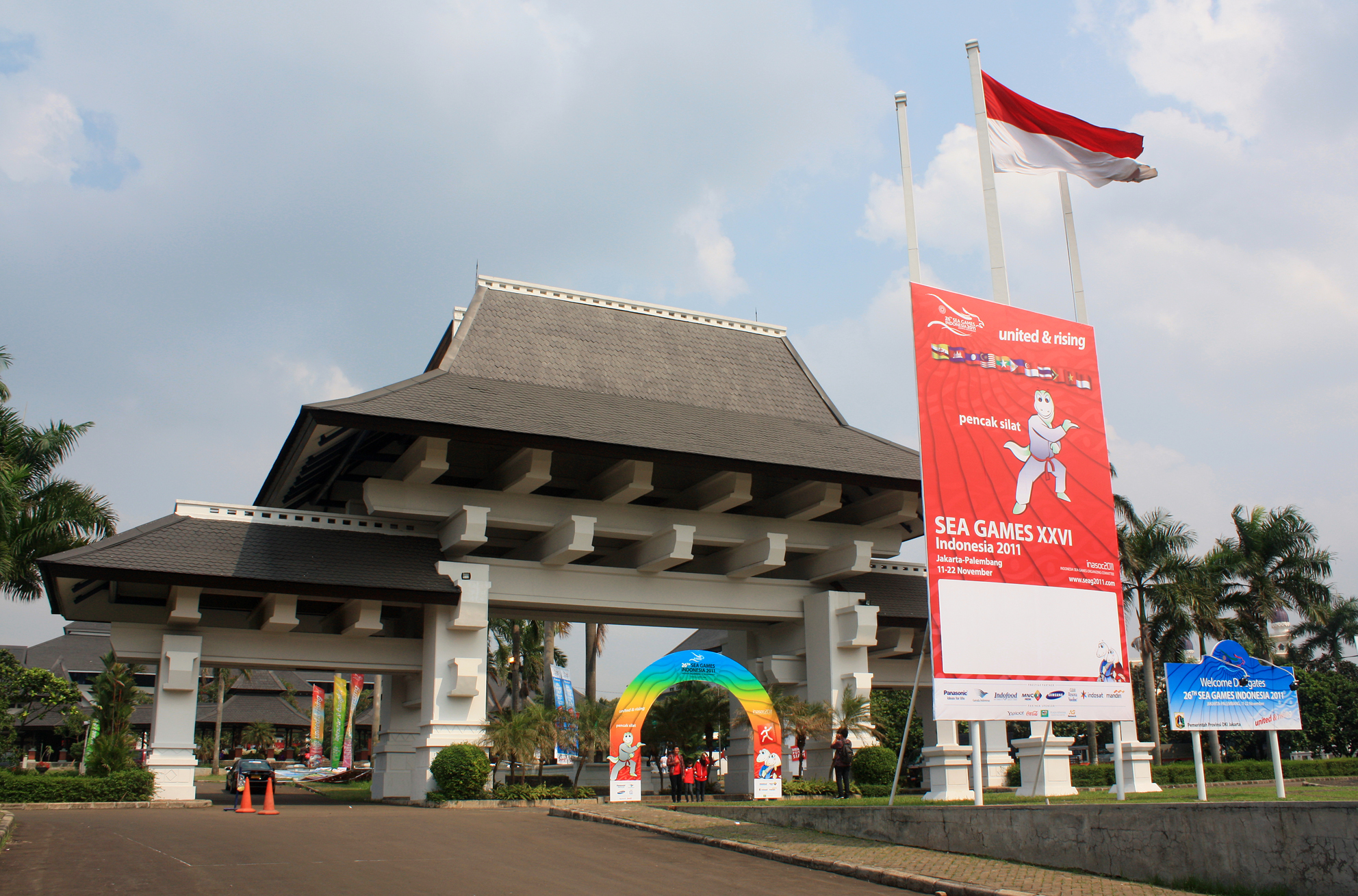
Le Padepokan Pencak Silat Indonesia ("Centre du pencak silat d'Indonésie") dans le parc d'attractions Taman Mini Indonesia Indah à Jakarta.

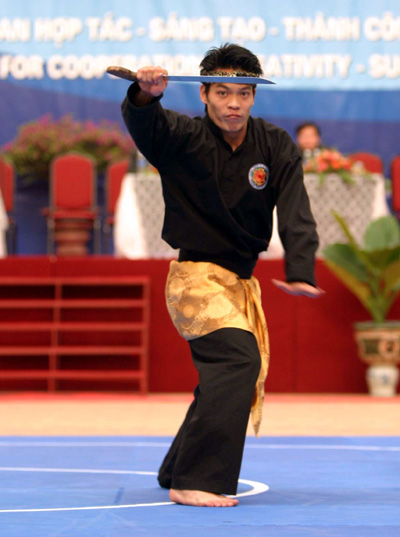
Un pratiquant de silat (pesilat) au Viêt Nam.

La fédération indonésienne IPSI et la fédération internationale Persilat se sont efforcées de développer le pencak silat comme sport, en introduisant des règles limitant considérablement le nombre de techniques employées. Des fédérations existent dans plus d'une quarantaine de pays en dehors du monde malais, notamment en Asie du Sud-Est (particulièrement au Vietnam), mais aussi en Europe, en France, Belgique,  Autriche, Pays-Bas...
En France, le pencak silat a été essentiellement développé par les écoles de l'Association France Pencak Silat et par d'autres écoles non affiliées et plus discrètes, comme l'association Culture Silat.
Parmi les écoles internationales participant au développement de la culture du Pencak Silat en France, on note les actions de l’école malaisienne International Seni Gayung Fatani avec son représentant français Cikgu Emir également représentant de la fédération malaisienne de Pencak Silat (PESAKA). Leurs actions sont multiples, on relève l'enseignement de la discipline depuis plus de 25 ans en France, la participation à des tournois internationaux de Tanding Silat (Belgique, Autriche...), mais aussi la démontration d'une délégation malaisienne avec les athlètes français au Festival des Arts Martiaux à Paris Bercy en 2010 et des reportages télévisuels grand public (Echappées Belles en 2015).  
Les frères Chatelier ont également participé au développement de ce sport en France. Ces derniers enseignent le Persaudaraan Setia Hati, une école développée à Java Est. Il y a aussi l'académie de self défense de Franck Ropers.
L'orthographe « penchak-silat » est une marque déposée par Charles Joussot, une des personnes ayant développé le pencak-silat en France. Il est le fondateur et le concepteur de FISFO (Fédéral International System Forces de l'Ordre).

## Traditions

### Jakarta
Dans la culture betawi, c'est-à-dire de la population autochtone de Jakarta, il existe la tradition du Palang Pintu, littéralement « la barrière », qu'on observe lors d'une demande en mariage. Il s'agit, pour le prétendant, d'affronter en un combat de silat un membre masculin (considéré comme aîné) de la famille de la jeune fille qu'il souhaite demander en mariage. Cette cérémonie symbolise l'accueil du prétendant par la famille de la jeune fille. 

### Sumatra

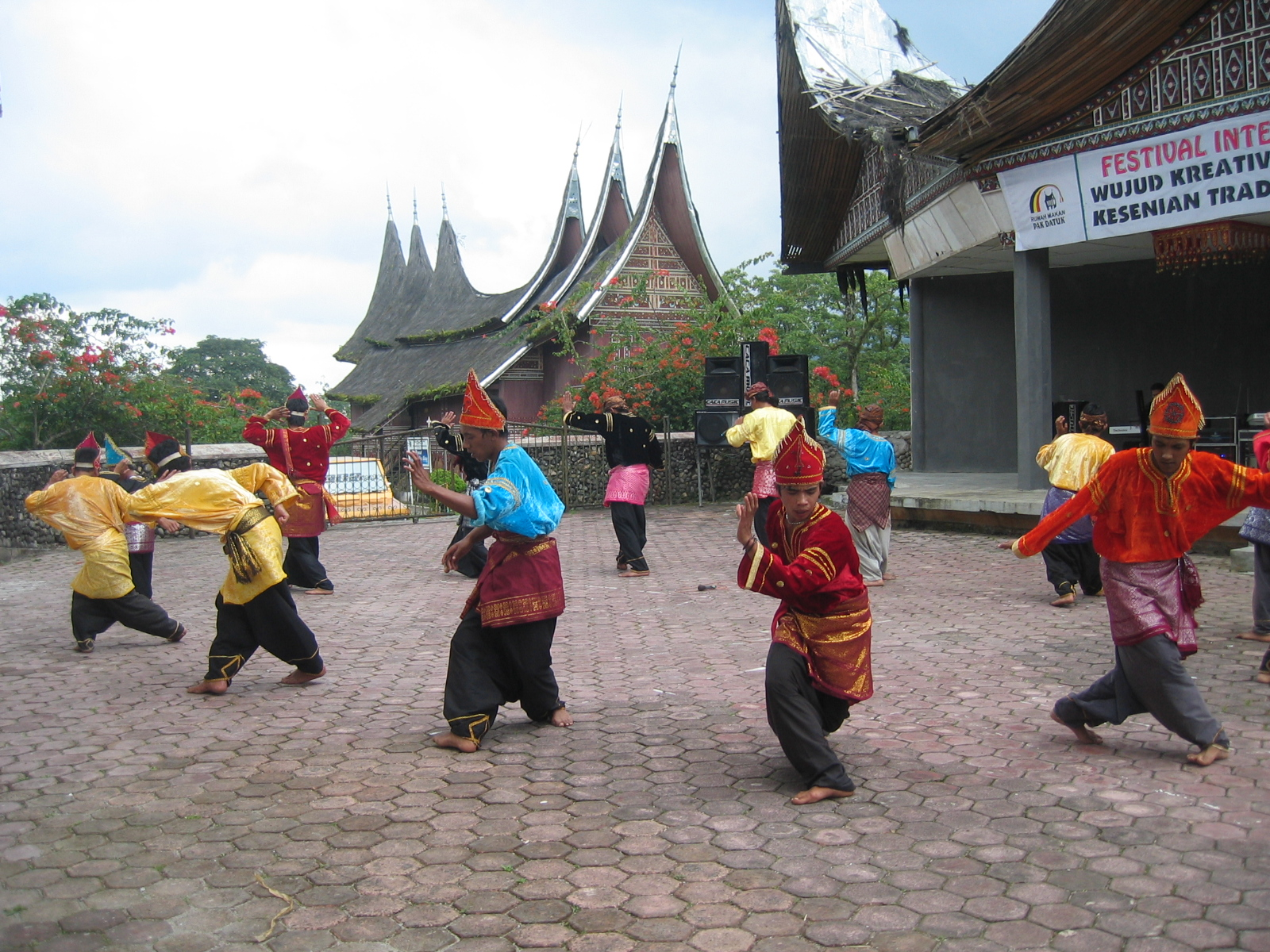
Danse randai du pays minangkabau.

En pays minangkabau dans l'ouest de Sumatra, le silat est un élément important de la danse appelée randai.

#### En français
- Alexandre Adityo Hanafi, Jean Blanchard, Erwin Finger et Elizabeth Finger, Les Secrets du penchak silat, Paris, Éditions A.B.M. Hanafi, 976, 90 p.
- Grave, Jean-Marc de. 2001. Initiation rituelle et arts martiaux - Trois écoles de kanuragan javanais, Paris : éditions L'Harmattan.

#### En anglais
- Artha Negara, I Gede Oka. 2016. Jegog Gamelan and Dance in Sangkaragung Village, Negara Jembrana, Bali Indonesia. Series: UC Santa Cruz Electronic Theses and Dissertations. Internet: < http://escholarship.org/uc/item/2cs8b6z7#page-1 > (UUP: Several quotes on pencak silat and Jegog Gamelan.)
- Facal, Gabriel. 2016. Keyakinan dan Kekuatan - Seni Bela Diri Silat Banten. Penerbit Obor.
- Facal, Gabriel. 2017. Trans-regional Continuities of Fighting Techniques in Martial Ritual Initiations of the Malay World. In:  MAS-Journal, 4, Summer 2017, p. 46-69. Internet: https://publications.cardiffuniversitypress.org/index.php/MAS/article/view/731
- Facal, Gabriel. 2018. La foi et la force. L'art martial silat de Banten en Indonésie, Paris, Indes Savantes, 226 p.
- Farrer, Douglas. 2017. Doing Research (9): The Perils and Pitfalls of Performance Ethnography in the Martial Arts". In: Chinese Martial Arts Studies. Series: Doing Research (An Introduction to Fieldwork in Martial Arts Studies). Internet: < https://chinesemartialstudies.com/2017/01/12/doing-research-9-the-perils-and-pitfalls-of-performance-ethnography-in-the-martial-arts/ >.
- Indra Utama. 2017. Tari Minangkabau: Dari Pancak dan Pamenan ke Tari Persembahan. Kuala Lumpur: Penerbit Universiti Malaya.
- Lebe Edward. 2018. Gerak Langkah. Pencak silat baringin sakti. Jakarta: Yayasan Pustaka Obor Indonesia.
- Mardotillah, Mila & Dian Mochammad Zein. 2017. Silat: Identitas Budaya, Pendidikan, Seni Bela Diri, dan Pemeliharaan Kesehatan. In: Jurnal Antropologi: Isu-Isu Sosial Budaya. Desember 2016 Vol. 18 (2): 121-133. Internet: < http://jurnalantropologi.fisip.unand.ac.id >
- Marwan, Iis. 2014. Learning Single Stance Pencak Silat through Computer Based Training (CBT). In: Asian Social Science, Vol. 10, No. 5, p. 35-43. Canadian Center of Science and Education. Internet: < http://www.ccsenet.org/journal/index.php/ass/article/viewFile/34735/19840 >
- Mason, Paul H.. 2016. Fight-Dancing and the Festival. Tabuik in Pariaman, Indonesia and Iemanjá in Salvador da Bahia, Brasil. In: MAS-Journal, 2, Spring 2016, p. 71-90.
- Mason, Paul H. 2017. Combat-Dancing, Cultural Transmission, and Choreomusicology: The Globalization of Embodied Repertoires of Sound and Movement. In: The Routledge Companion to Embodied Music Interaction, p. 223-231. Micheline Lesaffre, Pieter-Jan Maes, Marc Leman (eds.). Routledge / Taylor & Francis. (This recent chapter by the author is based on Silek Minang, Pencak Silat Seni, and Capoeira)
- Natawijaya. Gusman. 2016. Maen Pukulan: Pencak Silat Khas Betawi, Jakarta Yayasan Pustaka Obor Indonesia, 342 p.
- Paetzold. Uwe U.. 2018. Band/Volume 9: West-Java - Präsentationsformen der „Inneren Kraft“ und Pencak Silat-nahe Aufführungskünste in Prozessionen. [West Java – Presentation Forms of „Inner Power“ and Pencak Silat-related Performance Arts within Processions]. Video DVD with bilingual (German / English) documentation. Catalogue No. 2732 / Overall duration: ca. 62'00". Köln/Cologne: Deutsches Tanzarchiv. The following performance arts documented therein relate to the chapters of the book “The Fighting Art of Pencak Silat and Its Music - ...” published by Brill in 2016: (angklung buncis) 10, (rudat) 09.
- Raspuzi, Gending, Hawe Setiawan & Mody Afandi. 2016. Penca: Pangkal, Alur, Dialektika. Dinas Pariwisata dan Kebudayaan Provinsi Jawa Barat.
- Ross, Lawrence N.. 2017. Demi Agama, Bangsa dan Negara: Silat martial arts and the ‘third line’ in defense of religion, race, and the Malaysian state. In: Illusions of Democracy, Malaysian Politics and People Volume II, p. 3-20. Sophie Lemiere (ed). Kuala Lumpur, Malaysia: SIRD.
- Siyuan Liu (ed.). 2016. Routledge Handbook of Asian Theatre. Abingdon, New York: Routledge. (UUP: Several quotes on pencak silat, and performance arts derived herefrom, in the Southeast Asia related chapters.)
- Spiller, Henry. 2016. Sonic and tactile dimensions of Sundanese dance. In: Sounding the Dance, Moving the Music. Choreomusicological Perspectives on Maritime Southeast Asian Performing Arts, p. 13-30. Mohd Anis Md Nor & Kendra Stepputat (eds.). London, New York: Routledge / Ashgate, SOAS Musicology Series.
- Sumarjo. 2017. Revitalized “Pencak Silat” (Martial Art) of Aceh Culture as Educational Medium for Character Building. Universitas Jabal Ghafur, Aceh, Indonesia. In: Asian Journal of Management Sciences & Education, Vol. 6(3), July 2017, p. 100.104. Internet: < http://www.ajmse.leena-luna.co.jp/AJMSEPDFs/Vol.6(3)/AJMSE2017(6.3-12).pdf >
- Williams, Duncan. 2015. A Short Cross Analysis of Brazilian Capoeira and Thai Sarama Music and Shared Ritual Practices. In: Analytical Approaches to World Music, Vol. 4, No. 1, p. 1-15. Internet: < http://www.aawmjournal.com/articles/2015a/Williams_AAWM_Vol_4_1.pdf > (UUP: Though this article only peripherally relates to pencak silat, it opens a door for including Muay Thai into the discussion on fighting arts and music performance cultures.)
- Wilson, Lee. 2015. Martial Arts and the Body Politics in Indonesia. Leiden, Boston: Koninklijke Brill NV.